# Боровиково (Черкасская область)
Боровико́во (укр. Боровикове) — село в Звенигородском районе Черкасской области Украины.
Население по переписи 2001 года составляло 331 человек. Занимает площадь 1,2231 км². Почтовый индекс — 20215. Телефонный код — 4740. Расположено в 20 км на северо-восток от районного центра — города Звенигородка, 40 км от железнодорожной станции Багачеве, 93 км от областного центра — Черкасс и в 190 км от столицы Украины — города Киева.

## История села
По преданию основателями села были братья Боровики, переехавшие туда из Черкасского бора, что и стало основанием для названия сначало хутора, а потом и села.

### XVIII—XIX столетия
Первое письменное упоминание о селе есть в поэме «Гайдамаки» Тараса Шевченко. Датируемая 1768 годом.
Среди первых достоверных владельцев хутора был Павел Энгельгардт, который унаследовал эти земли от своего отца, Василия Васильевича Энгельгардта. В 1855 году Павел Энгельгардт продал Кирилловку, а с ней и Боровиков хутор, отставному царскому ротмистру Валериану Еразмовичу Флиорковскому. Из описания села сделанного при его передаче 5 мая 1857 года, в селе проживали 141 человек, а также были дом экономии, деревянная рига с молотильною машиной и две деревянные корчмы.
На протяжении всего XIX начала XX веков село развивалось и росло. И на момент крестьянской реформы 1861 года в селе уже проживали 322 человека, а в конце XIX века было 643 человека, из которых 332 мужчины и 331 женщина.
В 1864 году хутор покупает крупнейший землевладелец Российской империи Илларион Иванович Воронцов-Дашков. В 1880 году земля вместе с селениями на ней в том числе и Боровиковым была перепродана украинскому предпринимателю Михаилу Терещенко.

### ХХ столетие
На начало XX века на хуторе действовали 1 школа грамоты и 3 ветряных мельницы. Был пожарный обоз, состоявший из 2 бочек, на которые сельчанами тратилось по 1 рублю в год. История села в период распада Российской империи нарастания национально-освободительных движений и формирования различных украинских правительств плохо изучена. Известно лишь из источников написанных уже в советский период о том, что для поддержки крестьянско-рабочего социалистического движения в Боровиково была создана группа крестьян численностью 204 человека. В апреле 1923 года Боровиков хутор вошел в состав новообразованного Ольшанского района. В 1924 г. был образован Боровиковский сельский совет. После очередной переписи населения в 1926 году стало известно, что в Боровиково 161 двор и 817 жителей.
С начало коллективизации в 1929 году территории, принадлежавшие селу Боровиково, вошли в состав колхоза «Новая жизнь». В состав колхоза вошли земли так же соседних селений Юровское и Лизке. Почти все крестьяне Боровиковово вошли в новое образование на основе совместной обработки земли. В 1933 году колхоз «новая жизнь» был разделён на две артели. В «новой жизни» остались земли, принадлежавшие селу Боровиково. Земли же Юрьевского и Лизке образовали артель имени 15-летия ВЛКСМ.
Во время голода начала 30 годов погибла треть населения, около 300 человек. Личности около 140 из них в более поздний срок удалось идентифицировать. Во времена репрессий середины 30 годов из села было репрессировано 12 человек, из которых 6 были приговорены к расстрелу, ещё 6 не вернулись из лагерей. В октябре 1991 года на средства односельчан был поставлен памятник жертвам репрессий 30-х годов из этого села.
Во время Великой Отечественной войны на фронтах сражалось 260 жителей села, 137 из них погибли. 149 были отмечены различными военными наградами. Более 200 человек из села были угнаны на принудительные работы в германию. После войны в селе был установлен памятник погибшим воинам-односельчанам, а в 1978 году в центре села построен Монумент «Вечной Славы».
Послевоенное восстановление села в 1951 году привело вновь к объединению колхоза «новая жизнь» с артелью в честь 15-летия ВЛКСМ. Новый колхоз стал называться именем советского партийного деятеля Калинина. У нового образования теперь имело 1300 гектар сельскохозяйственных угодий, из них 1,200 гектар пахотных земель. В 1959 г. с расформированием Ольшанского района село сначала вошло в состав Городищенского, а с ликвидацией в 1963 году и того — в состав Звенигородского района. Самым известным руководителем данного колхоза, управлявшим им 25 лет, был Иван Никитович Хименко, встав на эту должность в 1961 году. В 1963 году произошло очередное изменение название, теперь она было «Знамя коммунизма». Основной продукцией, которую давал колхоз, были: зерновые культуры, сахарный тростник, продукция животноводства. А также выращивание яблок, грецкого ореха, пчеловодство и рыболовство. В 1971 году был построен новый дом культуры. Также в селе функционировали фельдшерско-акушерский пункт, почтовое отделение, автоматическая телефонная станция на 50 номеров, радиоузел, филиал Сбербанка и три лавки.

### Современный период
На сегодняшний день в селе существуют сельский совет, библиотека, дом культуры, фельдшерско-акушерский пункт, почтовое отделение и магазин. Хорошо развито частное сельское хозяйство. Животноводство, а также выращивание яблок и грецких орехов. Несмотря на отсутствие в селе церкви, регулярно проводят религиозные обряды.

## Местный совет
20215, Черкасская обл., Звенигородский р-н, с. Боровиково